# Albert van Spijker
Albert van Spijker (Meppel, 5 september 1912 — Havelte, 18 mei 2006) was een Nederlandse verzetsstrijder tijdens de Tweede Wereldoorlog.
Albert van Spijker was klant van de invalide tabakswinkelier Jan van Mechelen aan het Oosteinde te Meppel, waar veel latere leden van de Meppelse Knokploeg ("KP") elkaar troffen. In de zomer van 1940 werd Van Spijker op zijn aannemersbedrijf benaderd door reserve-kapitein Harm Ketelaar uit Assen met het verzoek de Ordedienst (OD) voor Meppel en omstreken te organiseren. De Ordedienst was bedoeld voor het eind van de oorlog om in het eventuele gezagsvacuüm een ordelijke overgang mogelijk te maken, NSB'ers te ontwapenen en een bijltjesdag te voorkomen. Van Spijker pleegde overleg met de andere "samenzweerders" uit de tabakswinkel van Van Mechelen in de consistoriekamer van de gereformeerde kerk en zette de OD op. Van Spijker werd de commandant van deze eerste Meppeler verzetsgroep; Hidde Jan Rijkeboer was een van zijn medewerkers. Zonder iets op papier te zetten werd de top van de organisatie in Meppel en omgeving aangesteld volgens een cellensysteem, zodat bij een arrestatie, mochten OD-leden na marteling doorslaan, de schade kon worden beperkt.
De groep van Van Spijker verzamelde voor de Engelsen gegevens van Duitse legervoertuigen en bracht troepenbewegingen en de Duitse stellingen in kaart. Van Spijker was verder betrokken bij hulp aan onderduikers, piloten, wapenvervoer en bonkaartendistributie. Hij werd geassisteerd door zijn verloofde, Tini Vonder. In 1941 kon de organisatie worden uitgebreid en werden er wijkcommandanten in Meppel beëdigd, onder wie Willem Frederik Jonkman en Hendrik Thalen. Later organiseerde hij de OD in Staphorst, Havelte, de Wijk, Nijeveen, Nieuwleusen en Ruinerwold. Hij had daarbij veel steun van de latere KP'er Dirk Heerlijn en de befaamde pilotenhelper Peter van den Hurk. Van Spijker moest in de loop van de oorlog onderduiken, eerst in Staphorst, later op de Punthorst. Op de zolder van zijn werkplaats had hij een wapendepot dat na een hard verhoor van een ingewijde arrestant door de Duitsers werd gevonden.
Na de oorlog bleef Van Spijker aannemer en bouwde zijn bedrijf verder uit. Hij was betrokken bij projecten als de restauratie van de Hervormde Kerk en de bouw van het zwembad "De Hesselingen". Na de oorlog trouwde hij met Geesje Vonder en kreeg met haar drie kinderen. Tot op hoge leeftijd woonde hij zelfstandig in Meppel en werd drie maanden voor zijn overlijden opgenomen in een verpleeghuis te Havelte, waar hij in zijn slaap overleed. Van Spijker was drager van het Mobilisatie-Oorlogskruis, het Verzetsherdenkingskruis en Erelid van de Royal Air Forces Escaping Society.